# Кемп, Пол
Пол Кемп (англ. Paul S. Kemp) — американский писатель-прозаик и адвокат, автор в жанре фэнтези, наиболее известный благодаря своей работе над межавторским циклом Forgotten Realms.

## Биография
Пол Кемп родился в Мичигане. Он окончил Университет Мичигана-Дирборна, а также колледж Мичиганской юридической школы. Основной его деятельностью была и остается адвокатская практика (главным образом, корпоративное право). В 1999 году Пол представил отрывок из своего произведения Wizards of the Coast и быстро стал одним из их передовых писателей.
Изначально причиной, которая привела Пола к увлечению фэнтези, было общение с его учителем в пятом классе, который дал ему книгу «Хоббит, или Туда и обратно». После этого родители подарили ему коробочный набор «Властелин Колец» на день рождения. Сам Пол говорит, что «Эта тема продолжает меня привлекать, потому что произведения фэнтези разжигают воображение. Никогда нельзя быть слишком старым для этого.»

### Забытые Королевства
- Сембия
  - Свидетель Тени (Shadow’s Witness, 2000)
- Трилогия Эревиса Кейла (The Erevis Cale Trilogy)
  - Сумерки Сгущаются (Twilight Falling, Июль 2003, в России издано в апреле 2010)
  - Рассвет Ночи (Dawn of Night, Июнь 2004, в России издано в ноябре 2010)
  - Midnight’s Mask (Ноябрь 2005)(переведено фанатами 2015)
- The Twilight War Trilogy
  - Shadowbred (Ноябрь 2006)
  - Shadowstorm (Август 2007)
  - Shadowrealm (2008)
- The Cycle of Night
  - Godborn (2011)
  - Godbound (?)
  - Godslayer (?)
- War of the Spider Queen
  - Resurrection (Book VI) (Апрель 2005)

### Рассказы, вышедшие в антологиях
- «Soulbound» — Realms of the Dragon (1994);
- «Too Long in the Dark» — Realms of Shadow (1995);
- «Resurrection» — The Halls of Stormweather (Июль 2000);
- «Continuum» — Realms of War (Январь 2008);

### Звёздные Войны
- Crosscurrent (Январь 26, 2010)
- The Old Republic: Deceived (Март 2011) — перекликается с событиями MMORPG «Star Wars: The Old Republic» от BioWare
- Riptide (Июль 2011)
- Lords of the Sith (Апрель 2015)